# NGC 3892
NGC 3892 is een balkspiraalstelsel in het sterrenbeeld Beker. Het hemelobject werd op 4 maart 1786 ontdekt door de Duits-Britse astronoom William Herschel.

## Synoniemen
- MCG -2-30-30
- PGC 36827